# گمینا بروزنگ دوژه
گمینا بروزنگ دوژه (به لهستانی:  Gmina Brudzeń Duży) یک گمینا در لهستان است که در شهرستان پوتسک، استان ماسوویان واقع شده‌است.
 گمینا بروزنگ دوژه ۱۶۱٫۸۲ کیلومتر مربع مساحت و ۷٬۸۰۶ نفر جمعیت دارد.